# 铃蟾属
铃蟾属是两栖纲无尾目铃蟾科的一属，根据不同的文献现存五种或者八种，分布于欧洲和亚洲东部地区。是一种小型蛙类，成蛙腹部颜色鲜艳，起到警告色的作用。遇到危险时会将腹部朝上，并分泌毒液。从进化历史的观点上它们属于比较原始的无尾目动物，属于无尾目中的始蛙亚目。

## 特征

### 成年蛙的外形

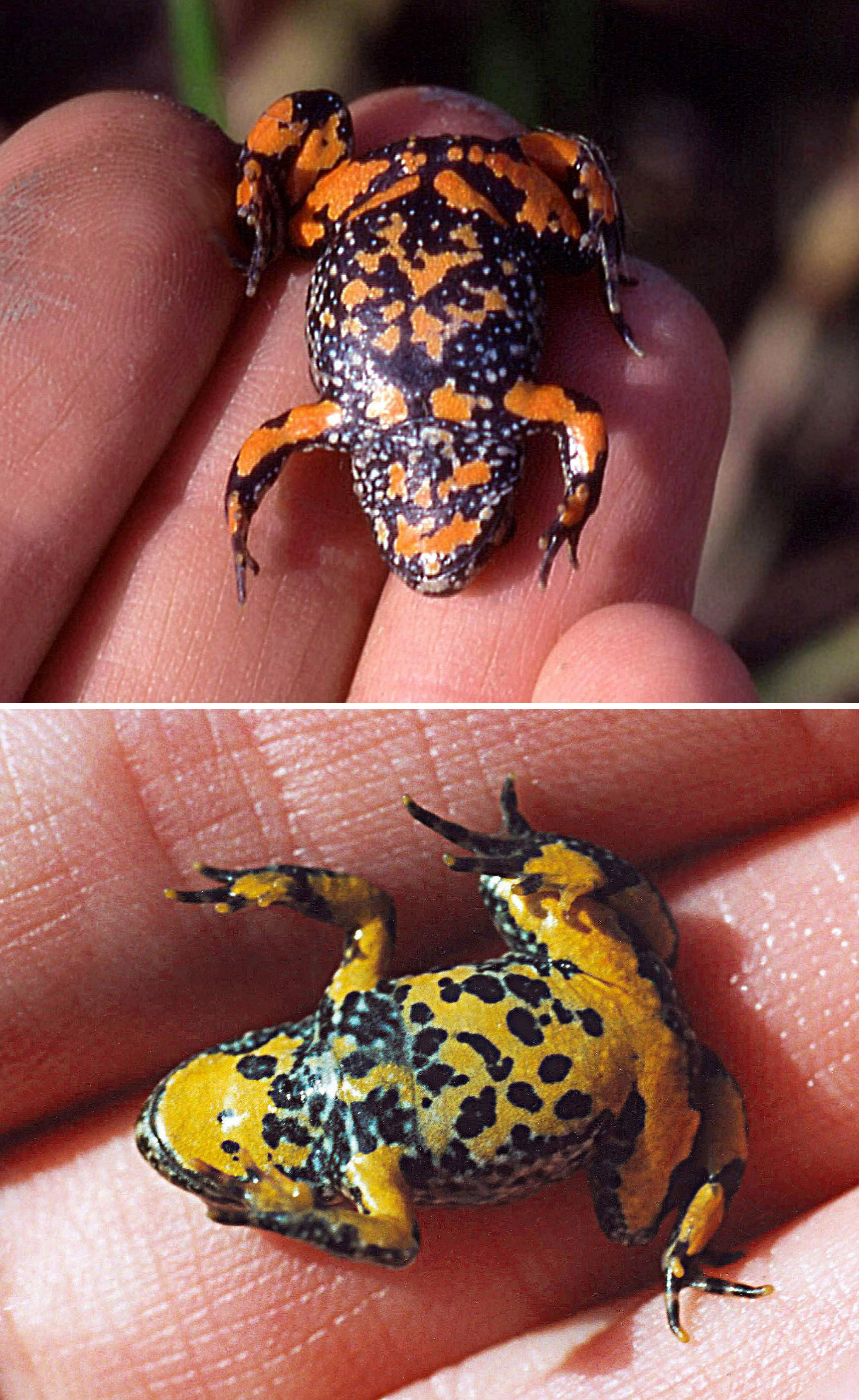
两只年轻蛙腹部的比较，上为红腹铃蟾，下为多彩铃蟾

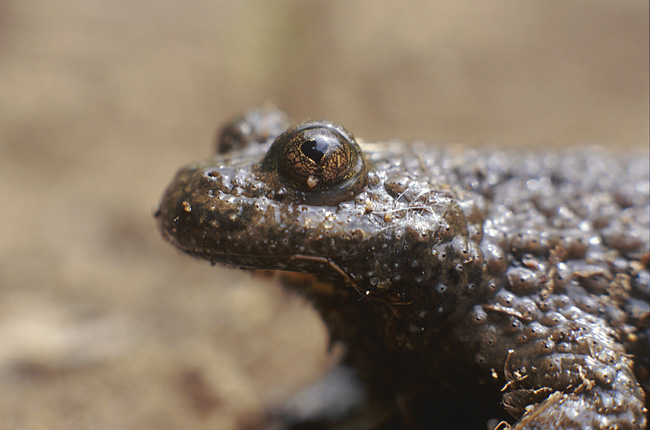
多彩铃蟾的头，明显可以看到的是三角形的瞳孔

铃蟾是非常小的、多疣的蟾蜍，它们的身体扁平。大多数铃蟾只有四至五厘米长。它们的腹部有非常鲜艳的警告色和图案，来警告可能的天敌它们有毒。背部一般是灰色至棕色的，这些颜色帮助它们在烂泥里躲藏。即使东方铃蟾显眼的绿色和黑色的背部在它的生活环境里也有掩护的作用。它们的皮肤表面覆盖有许多疣状的腺。多彩铃蟾的腺还带有角质的尖。
对于铃蟾来说非常特殊的标志有其很长的腰椎横向突出。此外它们和其它盘舌蟾科动物一样拥有名字中所包含的圆形的舌头。除了一个很窄的边缘这个舌头和嘴的下部连在一起，因此无法伸出。此外和其它盘舌蟾科动物一样它们有八根椎弓上部互相交叠的骶前脊椎，其中的第二和第四根各连着一对不接触的肋骨。在目前已知的5000种无尾目两栖动物中大多数已经没有这些肋骨了。铃蟾的胸带是可以运动的，其胸骨仅由软骨组成。
铃蟾的眼睛距离相当近，瞳孔是三角形或者心形的。它们没有外部可见的耳鼓。雄性的红腹铃蟾有内部和喉部的声囊，其它种没有声囊。上颌骨有牙，下颌骨没有牙。
铃蟾的脚趾之间有膜，后脚的脚趾有完整的泳膜。在交配的期间雄性的前腿脚趾和下腿形成深色或者黑色臃肿的婚垫。大蹼铃蟾的胸部和多彩铃蟾的中后腿脚趾也会形成婚垫。

### 幼蛙的变态
铃蟾的蝌蚪可以达到和它们的成蛙差不太多的大小。也就是说在变态前它们可以达到约五厘米。与盘舌蟾属和产婆蟾属一样蝌蚪的气门不在躯干的左侧，而是在躯干的下方正中，铃蟾的气门比另外两个属的气门更加靠近躯干的尾部。上部的翼边边缘至少达到躯干的后三分之一部分，尾不长于躯干的1.5倍。此外翼边边缘有很细腻的线条图案。红腹铃蟾的蝌蚪的背部有两道浅色的平行的脊椎。它们很少在宽广的水面上游泳，而是偏爱水生植物之间。
口是确定蝌蚪的种的重要特征。铃蟾的蝌蚪的上唇和下唇有各种特别的唇齿以及嘴边的疣。铃蟾、盘舌蟾和产婆蟾的两个嘴唇均有双排牙齿。上唇有两排，下唇有三个双排牙齿。此外它们的整个嘴唇边上有疣。而盘舌蟾上唇中间的疣不可见。

## 生活环境和分布

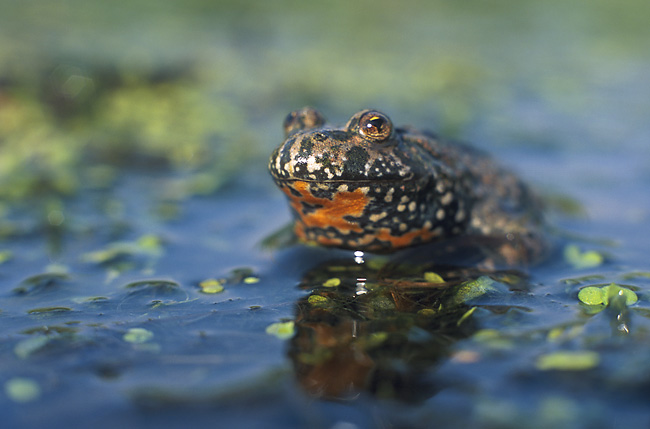
红腹铃蟾在其自然生活环境中

铃蟾生活在北古届，也就是说，它们的分布地区在欧洲和亚洲的温带。红腹铃蟾和多彩铃蟾（的许多亚种）生活在欧洲的大部分地区和西亚，尤其红腹铃蟾的分布地区非常广，所有其它铃蟾种都生活在东亚。其中除了东方铃蟾也生活在俄罗斯东部、朝鲜部分地区和日本的一些岛屿上外其它的种全部生活在中国的部分很局限的地区。
铃蟾喜欢静水。和其它许多蟾蜍不同的是它们不喜欢长距离或者长时间远离它们的水潭。红腹铃蟾主要生活在大陆内地的低地上，它们生活在河流的河迹湖、寂静的水潭以及河湾发大水后的水潭里。多彩铃蟾则主要生活在高处，尤其在中部山区，它们生活在小水里，比如水潭、泥泞的水坑或者车辙压出来的道路的积水里，往往也在小山溪附近。亚洲的种类也生活在小水里，有些甚至可以在3000米以上的高处生活。

## 生活方式

### 习性
在交配期以外铃蟾主要是夜间活动，在没有受威胁的地方它们的密度很大。它们半水生，因此体形对于水生适应得非常好。在休息的时候它们伸出四肢，尤其是在浅和温暖的水里漂在水面上，或者停留在岸边的地上。在冬季它们挖到地下或者在已经存在的洞里冬眠。

### 繁殖和成长

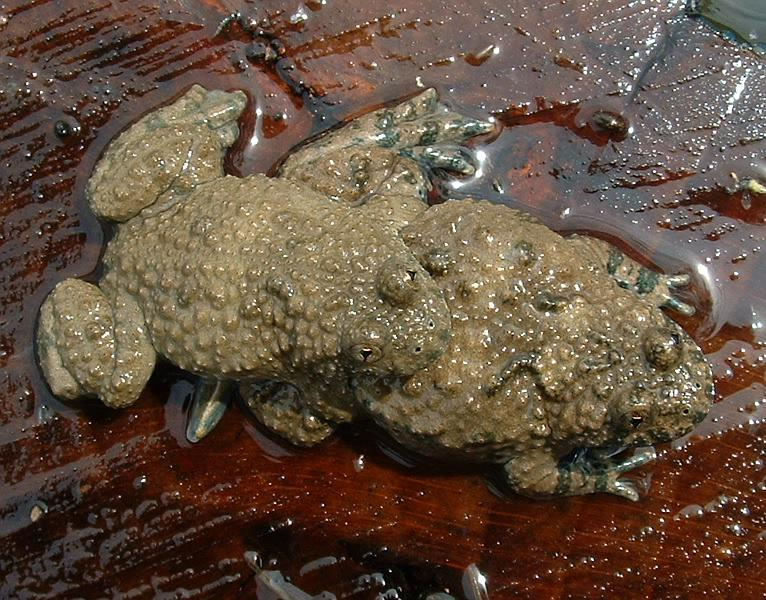
多彩铃蟾交配

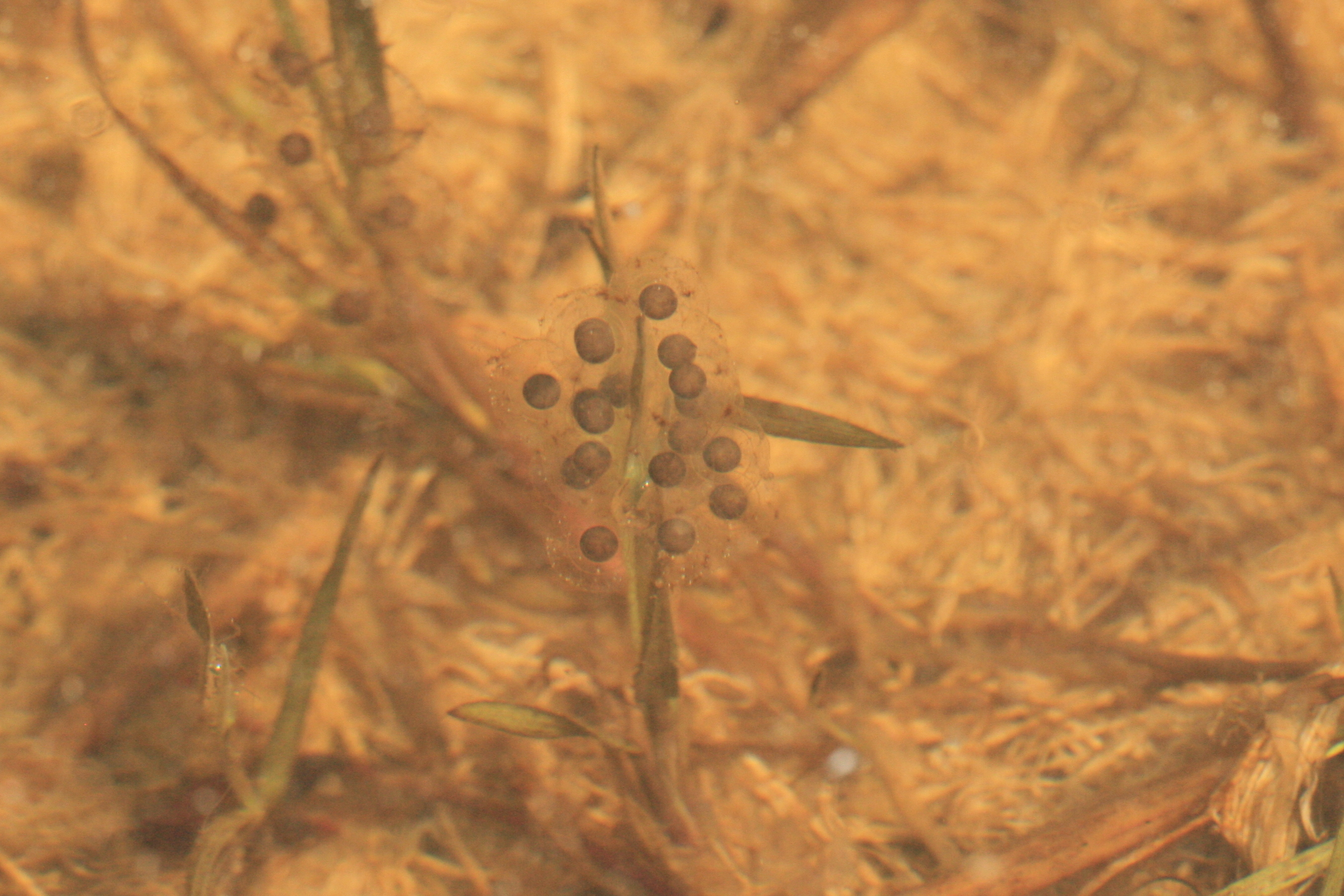
铃蟾的卵一般由很少的几枚松散地缠在一起，这里是多彩铃蟾的卵

雄蟾交配的呼声听上去有“旋律”（尤其红腹铃蟾）或者如同“铃声”（多彩铃蟾）。交配时雄蟾不是抱住雌蟾的肩膀，而是抱住她们的腰部。它们的卵是小块，缠在水草或者水底。东方铃蟾把它们的卵粘在水底空的石头的底部。它们可以在整个夏季多次产卵。每次交配后产卵的数目小于100枚。

### 食物
铃蟾在捕食的时候主要通过视觉发现事物，它们对所有在面前运动的大约3.5厘米大的物体都有没有区分的咬的反应。成年铃蟾的食物主要由昆虫及其幼虫组成。地区性的差别主要来源于各地食物分布的不同。在乌克兰研究的红腹铃蟾的胃含中56%是搖蚊、18%是不同的甲虫、3%是蜘蛛，剩下是其它的无脊椎动物，其中各种动物的比例小于1%。多彩铃蟾的胃含31%是甲虫、其次15%是蚂蚁、14%是不同的双翅目动物（包括摇蚊）和许多其它动物，其中有些的比例达9%。
蝌蚪以石头表面的藻类为食。此外它们还吃其它蛙类的卵，偶尔也吃自己种类的卵以及小的、弱的或者死去的蝌蚪。

### 天敌
尽管它们皮肤上的毒液有许多动物吃铃蟾，其中最主要的是蛇。在欧洲比如水游蛇（Natrix natrix）或者棋斑水游蛇（Natrix tesselata）。鸟类有白鹳（Ciconia ciconia）、黑鹳（Ciconia nigra）和一些小型的鸟类如乌鸦和喜鹊。在乌克兰有观察到夜鹭（Nycticorax nycticorax）吃红腹铃蟾，那里的红腹铃蟾占夜鹭比例的5至25%。刺猬和鼩鼱也吃铃蟾。蛙、鯢和水生乌龟吃蝌蚪和卵。
铃蟾的寄生虫主要有蠕虫。比如红腹铃蟾至少被15种吸虫、八种线虫和两种棘头动物门虫类寄生。此外至少有两种絛蟲使用铃蟾作为中间宿主。目前多彩铃蟾的寄生虫只发现了两种：絛蟲綱里的和棘头动物门里的。对于亚洲的铃蟾的寄生虫至今为止没有研究或者记录。
铃蟾，尤其是多彩铃蟾，也有同类相食的记录。尤其是蝌蚪会吃卵或者比较小的蝌蚪。成蟾会吃蝌蚪。

### 自卫
在水里铃蟾被骚扰后会潜入水中并试图在水里逃开。在陆地上它们会陷入一种典型的受惊状态，这个状态也被称为温肯反射，其它一些两栖类动物也被观察到有这样的反应。它们翻过身，把它们的四肢伸向上，他们腹部的红色、橙色或者黄色警告色可以被看见。它们的上爪背盖住眼睛，下爪则转到背后。
此外铃蟾皮肤上的腺可以分泌含有毒物的分泌物。它们可以分泌大量的分泌物以至于它们的身体表面覆盖着白色的泡沫。分泌物有葱味，含有不同可以使得人的眼睛和鼻子的粘膜发炎的物质。其中一些物质有毒，另一些则有杀菌的作用，它们放置细菌和真菌在铃蟾的皮肤上落脚。其中最主要的成分是铃蟾肽，铃蟾肽-H以及其它类似的肽，它们被统称为类铃蟾肽，每种铃蟾分泌物的成分有所不同。比如红腹铃蟾除铃蟾肽外还含有多种氨基酸和大量血清素。多彩铃蟾还含有一种溶血的肽。大蹼铃蟾含有类似铃蟾肽的大蹼铃蟾抗菌肽。在实验室里发现这种肽对肿瘤有细胞毒的作用，此外它还有地址艾滋病病源人類免疫缺陷病毒的功能。

## 进化和分类

### 进化史
在中欧发现的最早的铃蟾化石来自上新世，也就是说约200至500万年前。其中大多数是在梅克倫堡发现的。
最早的盘舌总科的化石在欧洲是上侏罗纪（1.95至1.35亿年前）、在美洲是在上白垩纪（1.35亿年至6500万年前）发现的。根据这个发现以及它们今天的分布区域在欧洲和东亚可以推测铃蟾和盘舌总科是在劳亚大陆的北部形成的。

### 属外分类

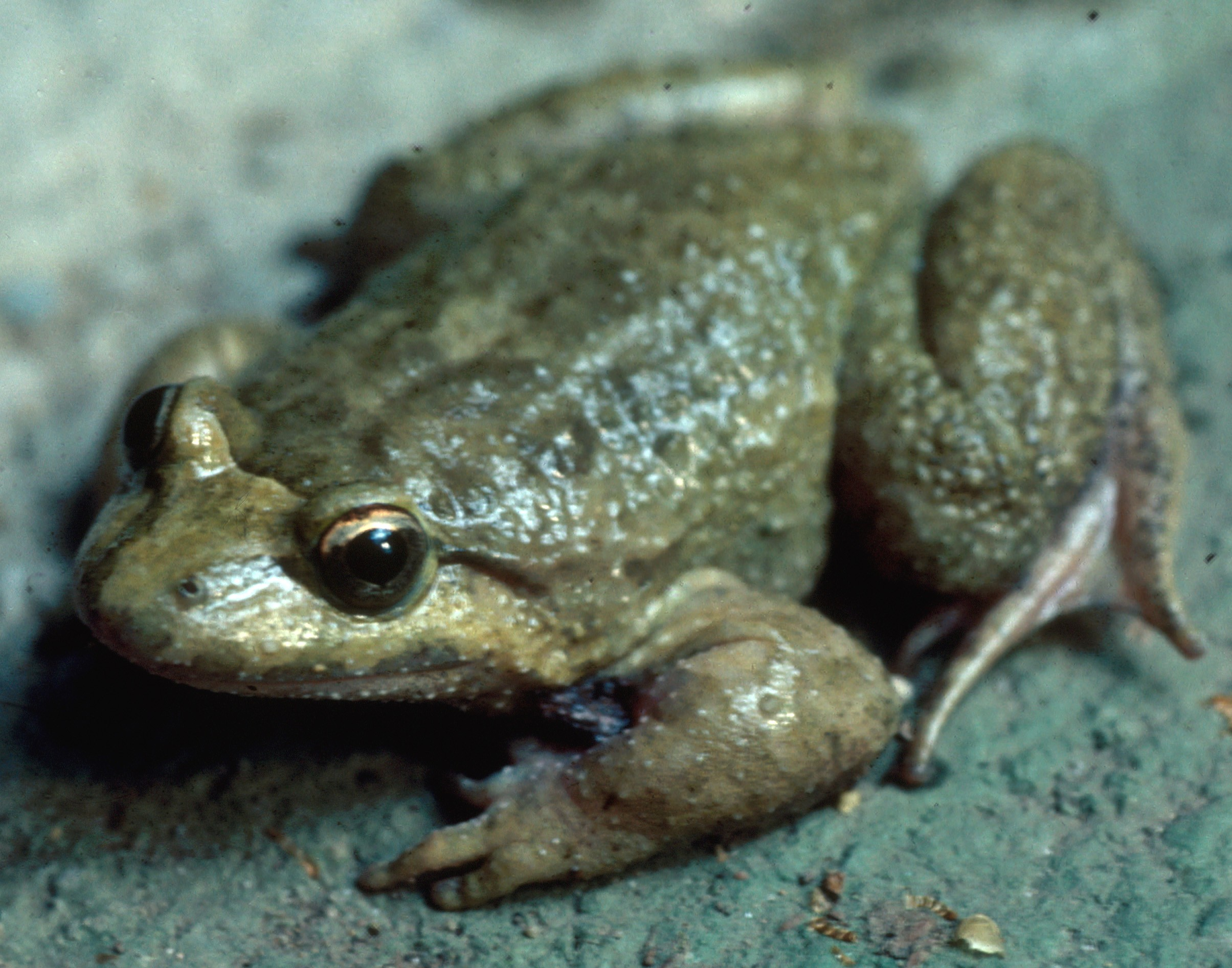
Discoglossus montalenti

数年前铃蟾还被看作是盘舌蟾科的一属，今天大多数学者把它和巴蟾属一起归入铃蟾科。因此巴蟾属和铃蟾最邻近，而盘舌蟾属、产婆蟾属则是铃蟾科的近邻。这个把这两个科作为单系群分類單元的假设在近年内也获得了线粒体基因分析的证实。铃蟾科和盘舌蟾科则组成一个总科，即盘舌蟾总科。
铃蟾科和盘舌蟾科属于始蛙亚目。这个亚目还包括滑蹠蟾科和尾蟾。始蛙亚目是所有蛙类最原始的現生动物。

### 属内分类

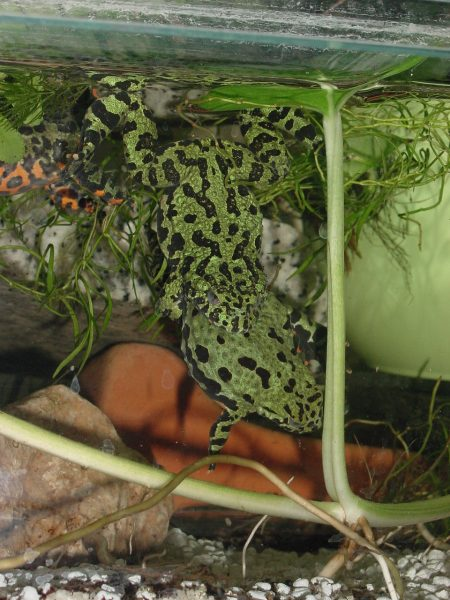
东方铃蟾

洛伦兹·奥肯于1816年把多彩铃蟾和红腹铃蟾放在了一个铃蟾属。多彩铃蟾于1758年被卡尔·林奈记录为，红腹铃蟾被他在1761年记录为。1768年这两个种被约瑟夫·尼古拉·洛朗归入蟾蜍屬。1820年布拉西欧斯·梅伦再次描写铃蟾属，但是把这个属的拉丁名字叫做。到1907年为止这个拉丁名字是该属的正式名称。1907年列昂哈德·黑斯·斯戴聂格根据动物命名优先权的规则把该属的名字改回奥肯的名字，但是梅伦的名字依然是最常见的该属的异名。
铃蟾的属内分类部分还有争议，因此不同的论文对各个种的地位的观点也不同。根据分子生物学研究结果目前铃蟾属分两个亚属和六个种。过去独立的两个东亚的种强婚刺铃蟾（Bombina fortinuptialis）和微蹼铃蟾（Bombina microdeladigitora）是大蹼铃蟾的地区同种。
- 铃蟾亚属
  - 红腹铃蟾（Bombina bombina）
  - 东方铃蟾（Bombina orientalis）
  - 亚平宁铃蟾（Bombina pachypus）
  - 多彩铃蟾（Bombina variegata）
- - 利川铃蟾（Bombina lichuanensis ）
  - 大蹼铃蟾（Bombina maxima）

一些种之间，比如红腹铃蟾和多彩铃蟾之间，可以杂交，条件是两个种在同一地区共存。不过这样的交叉地区仅限于非常狭窄的地带。杂种的颜色非常多变，介于父母种之间。它们完全可以再繁殖，但是尤其在交叉地区的中心地区杂交种的死亡率明显高。通过基因分析可以在交叉地区10倍的地方确定父母种的影响，但是离交叉地区的距离越远，杂交种的表型就越不明显。

## 词源
铃蟾属的学名以及其异名均来自拉丁语，它的意思是“低沉的声音”。它描述铃蟾的叫声（尤其是红腹铃蟾的叫声）。

## 与人的关系

### 威胁和保护
在欧洲有的两个种红腹铃蟾和多彩铃蟾均列在國際自然保護聯盟瀕危物種紅色名錄上。尤其在它们分布地区的北边缘它们的数量减少。瑞典南部已经没有红腹铃蟾了，从1960年开始瑞典试图人工使得它们重新落脚。在丹麦原来有上百个地区有红腹铃蟾，到1950年已经只有一半的地方还有，到1996年只有七个地区还有红腹铃蟾。在德国北部的发展类似。多彩铃蟾的情况雷同，在许多它们的分布地区它们的数量减少或者已经完全消失。
亚洲种的数量和威胁情况不明。除东亚铃蟾和大蹼铃蟾外所有其它种的描写都是个别物体或者数量很小的群。大蹼铃蟾的状况也不清楚。东亚铃蟾是分布最广和最常见的两栖动物种，在大多数地区其状况的研究很少，但是总的来说没有受到威胁。

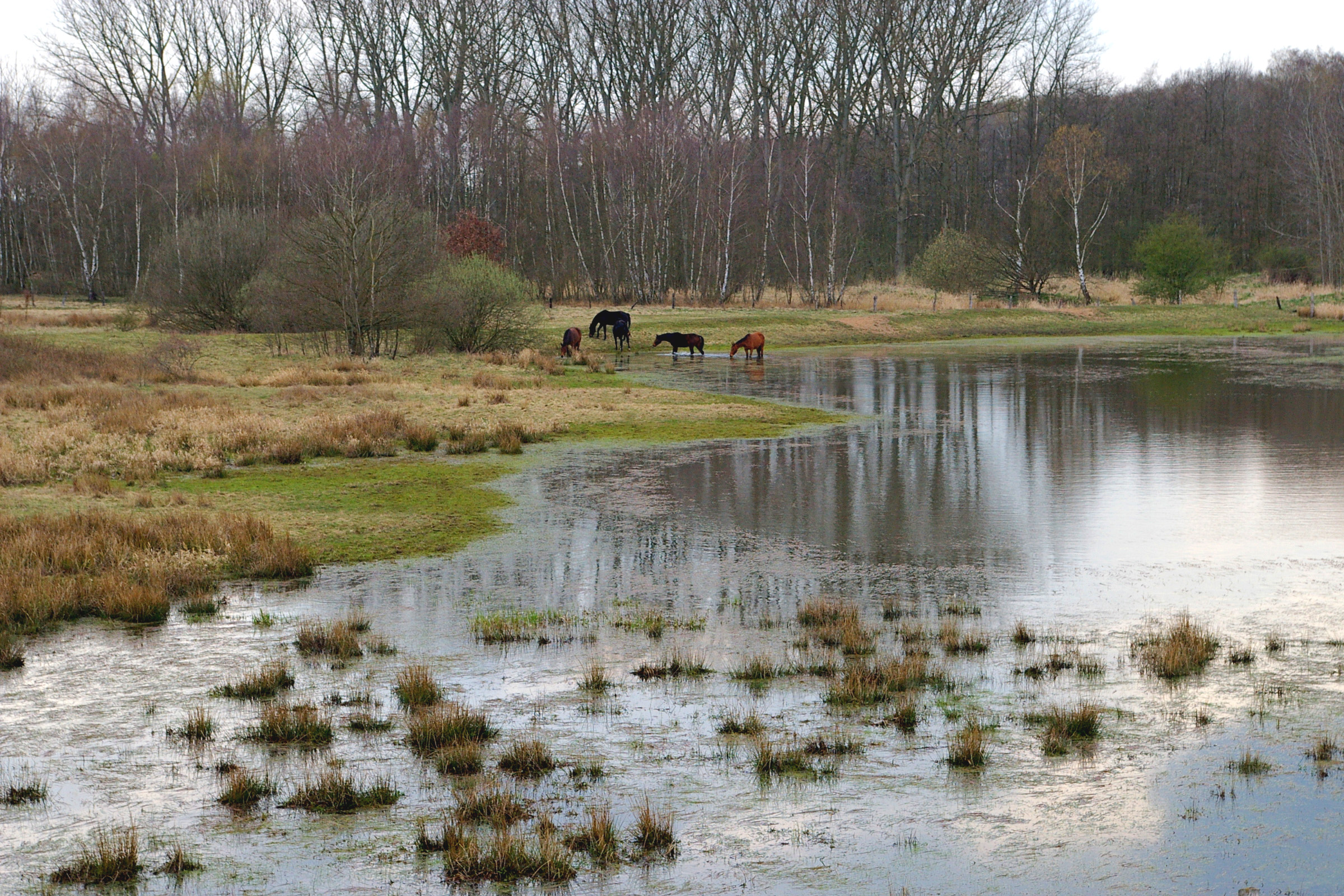
易北河中游的水潭是红腹铃蟾的生活环境

欧洲铃蟾主要受到水域减少和生活环境被限制的威胁。许多水潭被农业、排干以及水道改直和利用和地下水水位下降而破坏了。尤其铃蟾居住的小的和特别小的水潭特别受威胁。此外这些水潭受到农药和肥料的污染。一些区域的铃蟾消失后剩下的成为鼓励的岛屿，使得它们的基因库与其它铃蟾隔绝，更加加剧了铃蟾的减少。
多彩铃蟾需要经常被使用或者被保护的生活环境，因为否则的话它们喜欢的开旷地区会逐渐变成森林。在中欧这样的生活环境很少能够自然形成，一般只有在挖掘或者在粘土的林地道路上有相应的条件。
对铃蟾的保护主要是生活环境的保护和改善。它们生活的地区应该受到保护，农业需要加强。此外小水潭需要被改善，绿地受保护，排水设施被取消。
除了人为的原因外估计气候变迁也造成铃蟾的减少。在最后一次冰川期结束的时候可能是铃蟾最好的气候，因此从这个时期开始到今天气候也使得铃蟾不断减少，这个因素是无法通过保护措施来改变的。

### 宠物
请注意：饲养这些动物之前需要专业人员的教导和阅读相应的资料。维基百科的文章不能取代专业人员的教导。在许多国家从野外捕取两栖动物及其蝌蚪按照相应的自然保护法是被禁止的，这也包括不在这些国家野生生存的种类。
饲养的动物里主要是东方铃蟾，红腹铃蟾和多彩铃蟾以及大蹼铃蟾比较少。出售的铃蟾中有捕获的也有人工繁殖的。
饲养的动物需要相应装配的水缸，水缸里需要比较多的结构。在水里需要有植物和有空洞的石头。昆虫和小肉块均可以作为食物。动物的密度不应太高，因为否则的话它们会互相咬和伤害。越冬需要在填有潮湿的苔藓和叶子的容器，容器要放在阴冷但是不上冻的地方。
东方铃蟾在饲养中繁殖很容易。蝌蚪要放在别的水缸里，否则的话可能会发生同类相食。饲养繁殖的东方铃蟾和红腹铃蟾腹部的红色可能不如野生的鲜艳。通过在食物中添加角黄素可以使得颜色重新鲜艳起来。

### 艺术、文学和神话
在历史文献中铃蟾没有出现，顶多可能有描述它们的叫声。
在绘画里铃蟾几乎不出现。在一些祭壇上有铃蟾的图案。凯尔特人的沙岩祭坛上祭祀的凹坑往往做成铃蟾头的形象，在祭坛的背面也往往有跳跃的铃蟾和一只野兽（可能是狼）的图案。类似的图案偶尔也出现在沙岩的纪念碑或者界石上。
在巫术里很少提到铃蟾，但是经常提到蟾蜍作为巫术的组成部分，这里可能没有区分铃蟾和蟾蜍。

#### 寓言
在西方铃蟾往往被看作是恶兆的迹象。原因是它们的叫声被人们感觉到是悲哀的。铃蟾的叫声被看作是死亡的预兆。在文学中也有使用铃蟾的叫声来加强憂鬱的气氛。在成语中铃蟾的叫声被比喻为悲观主义。
铃蟾也被用作老妇人或者不令人喜欢的女孩子或者丑陋的同义词。这个比喻来自于铃蟾的疣。除此外铃蟾还被用来比喻为喝醉酒。

#### 童话
在童话里很少提到铃蟾。